# Тоамасина (провинция)
Провинция Тоамасина (на френски: Province de Tamatave) е една от 6-те административни провинции на Република Мадагаскар. Разположена е в североизточната част на страната и има излаз на Индийския океан. Площта на провинцията е 71 911 км², а населението е около 2,6 млн. души (2001). Столицата ѝ е град Тоамасина - най-важният пристанищен град на Мадагаскар. Разделена е на 3 региона, всеки от който е допълнително разделен на райони и комуни.
Регионите са:
- Алаотра-Мангоро
- Аналанджирофо
- Атсинанана

1. ↑  www.statoids.com